# Achei Crotone 2019
Questa voce raccoglie le informazioni riguardanti gli Achei Crotone nelle competizioni ufficiali della stagione 2019.

## Roster
| Roster degli Achei Crotone (2019) |
| --- |
| Quarterback - 12 Hermann Falbo - 8 Andrea Lumastro QB/WR Running Back - 27 Delio Morandi - 20 Anthony Brugnano - 32 Ruben Wanton Tabares - 31 Davide Tocci - 42 Dario Zizza FB Wide Receiver - 88 Salvatore Persico - 80 Gaetano Zizza - 22 Antonio Ierimonte - 85 Pasquale Milano WR/K Offensive Linemen - 61 Giuseppe Russo - 66 Giuseppe Iorno C - 71 Francesco Spagnolo Defensive Linemen - 70 Deivid Todorov DT - 95 Giulio Sepe DT - 94 Giacomo Gagliardi DE - 77 Simone Ventura DT Linebacker - 51 Maikol Nebbioso - 7 Marco Correggia - 11 Arturo Falbo - 50 Francesco Perri LB/FB Defensive Back - 86 Cosimo Larosa CB - 30 Fortunato de Gennaro S/WR - 21 Roberto Balzano Special Team Coaching staff Umberto Bruno · francesco Caruso |

## Campionato Italiano Football a 9 FIDAF 2019

### Stagione regolare
| Catania 24 febbraio 2019, ore 14:10 | Elephants Catania | 23 – 2 (14-0 0-2 0-0 9-0) referto | Achei Crotone | Campo Sportivo CUS (100 spett.)\| Arbitro: \| Cuppari \| |
| Arbitro:                            | Cuppari           |                                   |               |                                                          |

| Crotone 10 marzo 2019, ore 14:35 | Achei Crotone | 8 – 13 (0-6 0-0 0-7 8-0) referto | Mad Bulls Barletta | Achei Field (200 spett.)\| Arbitro: \| Chiello \| |
| Arbitro:                         | Chiello       |                                  |                    |                                                   |

| Bari 17 marzo 2019, ore 14:00 | Navy Seals Bari | 28 – 38 (0-6 7-16 0-8 21-8) referto | Achei Crotone | Stadio della Vittoria (30 spett.)\| Arbitro: \| Jovanović \| |
| Arbitro:                      | Jovanović       |                                     |               |                                                              |

| Crotone 31 marzo 2019, ore 12:40 | Achei Crotone | 30 – 22 (0-0 16-0 6-14 8-8) referto | Elephants Catania | Achei Field (100 spett.)\| Arbitro: \| Chiello \| |
| Arbitro:                         | Chiello       |                                     |                   |                                                   |

| Barletta 13 aprile 2019, ore 20:30 | Mad Bulls Barletta | 37 – 0 (14-0 0-0 16-0 7-0) referto | Achei Crotone | C.S. Manzi-Chiapulin (50 spett.) |

| Crotone 5 maggio 2019, ore 15:30 | Achei Crotone | 46 – 18 (22-6 16-0 8-12 0-0) referto | Navy Seals Bari | Achei Field (100 spett.)\| Arbitro: \| Chiello \| |
| Arbitro:                         | Chiello       |                                      |                 |                                                   |

### Playoff
| Ciampino 2 giugno 2019, ore 15:00 | Fighting Ducks Lazio | 35 – 64 (14-0 21-32 0-8 0-24) referto | Achei Crotone | C.S. Arnaldo Fuso (200 spett.) |

| San Pietro in Palazzi 9 giugno 2019, ore 16:00 | Trappers Cecina | 52 – 48 (14-14 10-0 13-22 15-12) referto | Achei Crotone | C.S. Athos Martellacci (250 spett.)\| Arbitro: \| Passalacqua \| |
| Arbitro:                                       | Passalacqua     |                                          |               |                                                                  |

## Statistiche di squadra
| Competizione | %Vittorie | In casa | In casa | In casa | In casa | In casa | In casa | In trasferta | In trasferta | In trasferta | In trasferta | In trasferta | In trasferta | Totale | Totale | Totale | Totale | Totale | Totale |
| Competizione | %Vittorie | G       | V       | N       | P       | Pf      | Ps      | G            | V            | N            | P            | Pf           | Ps           | G      | V      | N      | P      | Pf     | Ps     |
| ------------ | --------- | ------- | ------- | ------- | ------- | ------- | ------- | ------------ | ------------ | ------------ | ------------ | ------------ | ------------ | ------ | ------ | ------ | ------ | ------ | ------ |
| Campionato   | .500      | 3       | 2       | 0       | 1       | 84      | 53      | 3            | 1            | 0            | 2            | 40           | 88           | 6      | 3      | 0      | 3      | 124    | 141    |
| Playoff      | .500      | 0       | 0       | 0       | 0       | 0       | 0       | 2            | 1            | 0            | 1            | 112          | 87           | 2      | 1      | 0      | 1      | 112    | 87     |
| Totale       | .500      | 3       | 2       | 0       | 1       | 84      | 53      | 5            | 2            | 0            | 3            | 152          | 175          | 8      | 4      | 0      | 4      | 236    | 228    |

## Statistiche personali

### Marcatori
| Giocatore     | Ruolo | TD rush | TD recv | TD int | TD p.ret | TD k.ret | TD oth | Xp1 | Xp2 | FG  | Saf | Totale |
| ------------- | ----- | ------- | ------- | ------ | -------- | -------- | ------ | --- | --- | --- | --- | ------ |
| An. Brugnano  |       | 0+3     | 1+0     | 0+0    | 0+0      | 0+1      | 0+0    | 0+0 | 3+5 | 0+0 | 0+0 | 46     |
| S. Persico    |       | 0+0     | 4+2     | 1+0    | 0+0      | 0+0      | 0+0    | 0+0 | 0+1 | 0+0 | 0+0 | 44     |
| C. Morrone    |       | 5       | 1       | 0      | 0        | 0        | 0      | 0   | 1   | 0   | 0   | 38     |
| F. de Gennaro |       | 0+0     | 0+4     | 1+0    | 0+0      | 0+0      | 1+0    | 0+0 | 0+0 | 0+0 | 0+0 | 36     |
| H. Falbo      |       | 0+2     | 0+0     | 0+0    | 0+0      | 0+0      | 0+0    | 0+0 | 4+1 | 0+0 | 0+0 | 22     |
| P. Milano     |       | 0+0     | 1+1     | 0+0    | 0+0      | 0+0      | 0+0    | 0+0 | 0+0 | 0+0 | 0+0 | 12     |
| U. Bruno      |       | 0+1     | 0+0     | 0+0    | 0+0      | 0+0      | 0+0    | 0+0 | 0+2 | 0+0 | 0+0 | 10     |
| D. Zizza      |       | 0+1     | 0+0     | 0+0    | 0+0      | 0+0      | 0+0    | 0+0 | 1+1 | 0+0 | 0+0 | 10     |
| F. Perri      |       | 1+0     | 0+0     | 0+0    | 0+0      | 0+0      | 0+0    | 0+0 | 0+1 | 0+0 | 0+0 | 8      |
| D. Tocci      |       | 0       | 0       | 0      | 0        | 0        | 0      | 0   | 4   | 0   | 0   | 8      |
| Team          |       | 0       | 0       | 0      | 0        | 0        | 0      | 0   | 0   | 0   | 1   | 2      |

### Passer rating
| Giocatore | G   | Att    | Comp  | Int | Yds     | TD  | NFL   | NCAA   |
| --------- | --- | ------ | ----- | --- | ------- | --- | ----- | ------ |
| H. Falbo  | 6+2 | 134+59 | 56+35 | 5+1 | 900+747 | 7+7 | 88,16 | 136,55 |